# NGC 6887
NGC 6887 é uma galáxia espiral (Sbc) localizada na direcção da constelação de Telescopium. Possui uma declinação de -52° 47' 50" e uma ascensão recta de 20 horas, 17 minutos e 17,0 segundos.
A galáxia NGC 6887 foi descoberta em 24 de Julho de 1835 por John Herschel.